# Ciprian Ciubuc
Ciprian Ciubuc (n. 7 decembrie 1985, Chișinău, RSS Moldovenească) este un deputat român, ales în 2020 din partea AUR.